# Vorverstärker

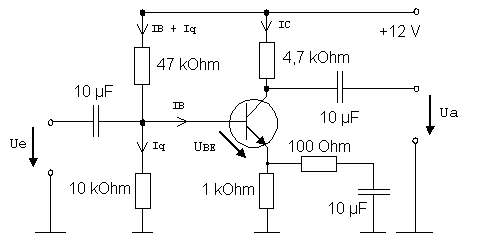
Kleinsignalverstärker für wenige Millivolt mit bipolarem Transistor in Emitterschaltung und Stromgegenkopplung

Ein Vorverstärker (auch Vorstufe oder Preamp genannt – englisch: preamplifier, kurz preamp) ist ein Verstärker für Messtechnik, Sensorik oder Audio- und Videotechnik, der die Aufgabe hat, Eingangssignale von unterschiedlichen elektrischen Quellen so anzupassen, dass die nachfolgende Stufe (z. B. die Endstufe) in ihrem optimalen Arbeitsbereich arbeitet.
Die Anpassung kann sich beziehen auf:
- die Impedanz
- die Kapazität
- den Pegel
- den Frequenzbereich
- den Frequenzgang
- die Kurvenform.

Je nach Anforderung können Vorverstärker als eigene Geräte ausgeführt oder in ein  übergeordnetes Gerät (also z. B. in einen Vollverstärker oder ein Messgerät) integriert sein.

## Allgemeines
Beispiele sind
- Mess-Vorverstärker, der verschiedene physikalische Messwerte für z. B. eine Digitalanzeige oder ein Oszilloskop aufbereitet.
- Audio-Vorverstärker – er passt die Signale von Quellgeräten wie Radio, Kassettenrekorder, CD- und Schallplattenspieler an den Leistungsverstärker, die Endstufe, an. Audio-Vorverstärker sind Teil jedes Vollverstärkers („integriert“); sie werden auch in separaten Gehäusen angeboten und heißen dann Vorverstärker, Hochpegel-Vorverstärker (ohne Phonoverstärker) oder Phonovorverstärker (entzerrt das Phonosignal und hat einen Lautstärkeregler).
- Vorverstärker zur Instrumentalverstärkung (E-Gitarre, E-Bass, E-Piano, Synthesizer u. a.). Auch diese sind entweder Teil einer integrierten Einheit (zusammen mit einer Endstufe in einem Vollverstärker) oder Einzelkomponenten. Der Vorverstärker (PreAmp) enthält die klangbeeinflussenden Regelelemente (Standardelemente: Gain, Bass, Mid, Treble, Presence) und dient der Festlegung gewünschter Klangcharakteristika, die, anders als im HiFi-Bereich, auch Übersteuerungen und Abweichungen von linearer Übertragung bewusst einschließen. Aktive elektromagnetische Tonabnehmer für E-Gitarre und E-Bass verfügen über einen ins Tonabnehmer-Gehäuse integrierten Vorverstärker, der meist über 9-V-Batterien mit elektrischer Spannung versorgt wird. Der so aufgearbeitete Instrumentenklang wird über einen Leistungsverstärker, der auch Endstufe genannt wird, für die Ausgabe in einem Lautsprechersystem angepasst.

Vorverstärker werden auch in der Audioaufzeichnung ohne nachgeschaltete Endstufe angewendet.
Grundsätzlich arbeiten Vorverstärker, soweit sie analog arbeiten, im Kleinsignalbetrieb. Das bedeutet, dass nur ein kleiner Abschnitt des geraden Teiles der Kennlinie des verwendeten aktiven Bauelements ausgesteuert wird. Dies ermöglicht es Vorverstärkern, außerordentlich geringe Oberwellenanteile zu erzeugen.
Qualitätsmerkmale von Vorverstärkern sind in der Regel:
- (Spannungs-)Verstärkung
- Linearität
- weiter Frequenzbereich
- Rauscharmut
- Unempfindlichkeit gegen Fremdfelder und mechanische Vibrationen (Mikrophonie)
- hohe Übersteuerungsfestigkeit.

Für Audioanwendungen sind relative Bandbreiten (Verhältnis der oberen zur unteren Grenzfrequenz) von drei Dekaden minimales Kriterium. In der Hochfrequenztechnik sind die zu verstärkenden relativen Bandbreiten regelmäßig sehr viel kleiner. Stattdessen stehen Rauscharmut und hohe Übersteuerungsfestigkeit (Verhältnis zwischen nominaler und maximaler Eingangsspannung) im Vordergrund der Optimierung.
Fast immer verfügen Vorverstärker über Stellglieder, die Verstärkung, Ausgangsspannung, spektrale Anteile usw. definiert ändern können. Diese Stellglieder sind in der analogen „Welt“ meistens Potentiometer (regelbare Widerstände) oder veränderliche Kondensatoren (z. B. im UKW-Eingangsteil eines Rundfunkempfängers). In der Digitaltechnik werden z. B. Multiplizierer verwendet.